# Torre del Magnale
La torre del Magnale, també anomenada Torraccia, era una torre de guaita situada fins al final de la Segona Guerra Mundial al port de Liorna, Itàlia. A l'època medieval marcava l'entrada al port de la República de Pisa, que s'estenia just en una zona immediatament al nord de l'aleshores poble de Liorna.

## Història
Anomenada el Magnale per les seves grans dimensions, va formar part del sistema defensiu de Porto Pisano i va ser erigit entre el 1154 i el 1163, segons informa una placa que s'hi va col·locar a principis del segle xx, amb motiu de les restauracions promogudes per Pietro Vigo, el fundador dels 'Arxius Estatals de Livorno:
'Aquesta torre de la Magna o Magnale -acabada el MCLXIII- va marcar el lloc més defensat i important del gran port pisà -un empori molt famós de l'edat mitjana- que va veure salpar els vaixells -en viatges comercials i expedicions bèl·liques- i va acollir papes, reis i capitans - Per votació del Consell Provincial de Livorno - President Cav. Oficina Avv. Vinc. Mostardi Fioretti - La Diputació Provincial - presidida pel Com. Avv. Amilcare Galeotti - a l'antic i distingit monument - després del llarg abandonament i negligència - va tornar a la decoració - aquest record col·locat l'any 1903'.
A més de tenir una funció militar, també era la seu del comandant suprem de Porto Pisano. A més, a l'Edat Mitjana, al voltant del Magnale van sorgir alguns edificis portuaris, com la duana, el magatzem de la Domus Magna i la residència dels magistrats marítims que depenien directament dels cònsols del mar de Pisa, dels quals tanmateix no queden rastres evidents.
Amb la decadència de la República de Pisa i amb ella el seu port, aquesta important construcció es va incorporar al territori de la naixent ciutat de Liorna. Situada a la platja al nord de la ciutat, probablement va ser greument danyat pel terratrèmol que va assolar Liorna el 1742, i va correr el risc de ser enderrocada per l'artilleria francesa del Marzocco, que el 1814 alguns vaixells anglesos van desembarcar a la platja de Calambrone en un intent d'ocupar la ciutat. Cap a mitjans del segle xix presentava a la banda de mar, grans obertures i esquerdes que amenaçaven la seva ruïna i s'inclinava visiblement cap al sud. Va ser restaurada pel Gran Duc Leopold II en memòria de les antigues glòries de la República de Pisa. A principis del segle xx, la zona del Magnale va tornar a ser utilitzada per a activitats portuàries, amb la construcció de nous molls i naus industrials al port industrial de Liorna i la torre es va trobar al moll del nou port industrial.
Durant la Segona Guerra Mundial la torre va quedar molt malmesa. Els descobriments recents han permès rebutjar la tesi que atribuïa la destrucció del Magnale als sapadors alemanys en retirada, que també havien minat la llum del port. Un vídeo, realitzat per un avió aliat cap al final de la guerra, mostra l'estructura encara en peu, però completament col·lapsada per un costat i, per tant, insegura. La mateixa imatge es mostra en una foto feta després de l'arribada dels aliats a Livorno, el juliol de 1944. Probablement la torre es va ensorrar pels danys molt greus denunciats o, atesa la seva precària estabilitat, pot haver estat necessàriament enderrocada durant la reconstrucció de el port. Al llarg del moll anomenat just calata del Magnale, no gaire lluny de la central termoelèctrica de Marzocco, van quedar algunes ruïnes de la base.

## Descripció
Construïda inicialment en grans pedres quadrades de la Verruca, després de les diferents destrosses provocades pels enemics va ser reconstruïda en la seva meitat superior amb maó reforçat amb pedres cantoneres. De forma octogonal, tenia una petita entrada al primer pis pel costat de terra, a la qual s'hi accedia mitjançant una escala que calia retirar en cas de perill. Compost per set plantes amb alçada i perímetre decreixent. Tenia l'últim pis més petit de circumferència i de forma circular, sobre el tambor del qual potser hi havia una petita cúpula amb un mirador o far.